# Pacific Southwest Airlines
Pour les articles homonymes, voir PSA.
Pacific Southwest Airlines est une ancienne compagnie aérienne américaine basée à San Diego, en Californie. Active de 1949 à 1988, date de son intégration dans USAir (futur US Airways), elle fut l'une des premières importantes compagnies aériennes à bas prix aux États-Unis et une des compagnies aériennes majeures de Californie avec des hubs à San Diego, San Francisco et Los Angeles.

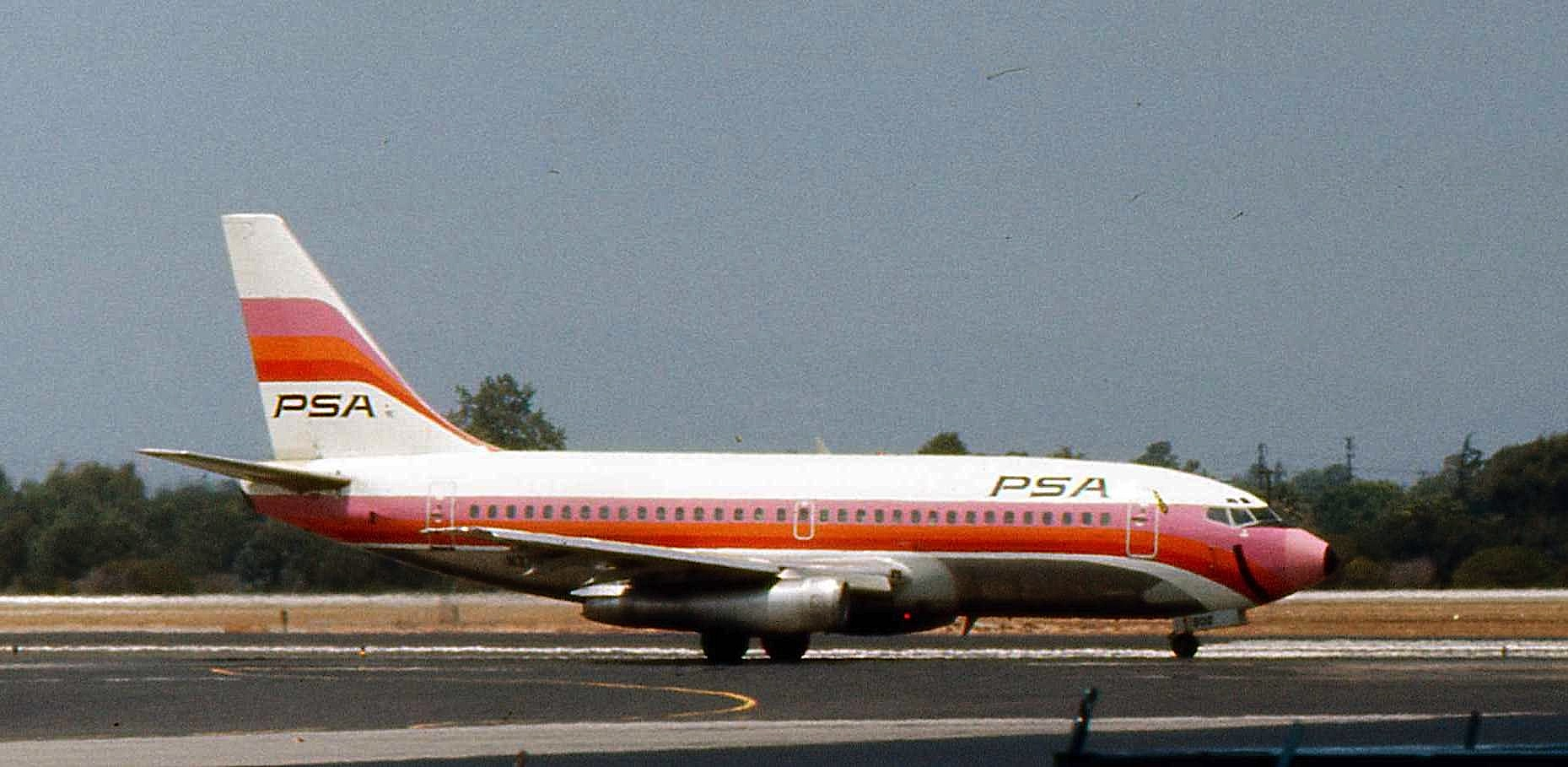
Avion Boeing 737 de la Pacific Southwest Airlines.

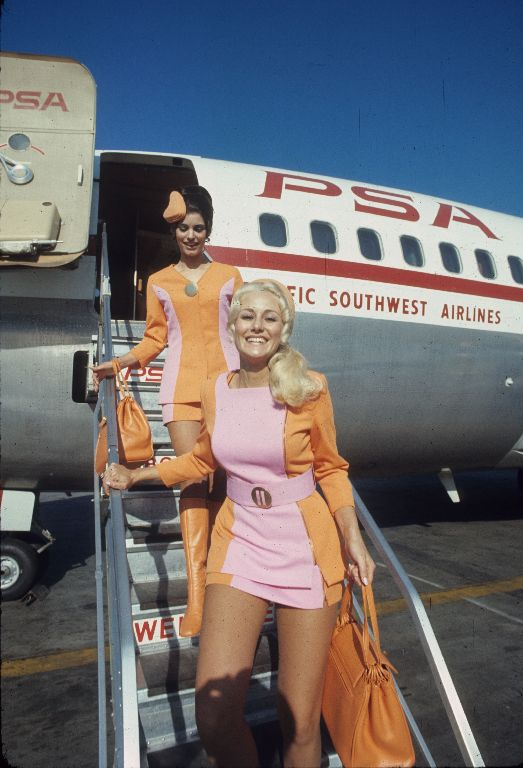
L'uniforme des hotesses de PSA à la mode des 1970s: microjupe et bottes, et un slogan sulfureux "Long Legs And Short Nights"

PSA était connue par son slogan pour le sourire peint sur le nez de ses avions, mais aussi pour la manière très pince-sans-rire avec laquelle à chaque vol les pilotes s'adressaient aux passagers, annonçant les informations les plus sérieuses comme les plus visiblement absurdes exactement du même ton. Cette pratique a été reprise par la compagnie aérienne sud-africaine Kulula.com.
Herb Kelleher, le fondateur de Southwest Airlines (qui succéda en 1971 à Air Southwest), a étudié de manière approfondie PSA et a utilisé de nombreuses idées de la compagnie pour créer la culture d'entreprise de Southwest Airlines. Même lors de ses premiers vols, il a utilisé le même thème "Long Legs And Short Nights" pour les hôtesses à bord de vols Southwest Airlines.
Avec America West Airlines, Piedmont Airlines et Allegheny Airlines, Pacific Southwest Airlines est l'une des compagnies qui forment l'actuel US Airways.
Le vol PSA 182 le 25 septembre 1978 est l'une des principales catastrophes aériennes de cette compagnie.

Le vol PSA 1771 du 7 décembre 1987 fut une autre tragédie, provoquée par une vengeance.

## Slogans
"The company that won the West... with a smile".

"Long Legs And Short Nights"

## Galerie

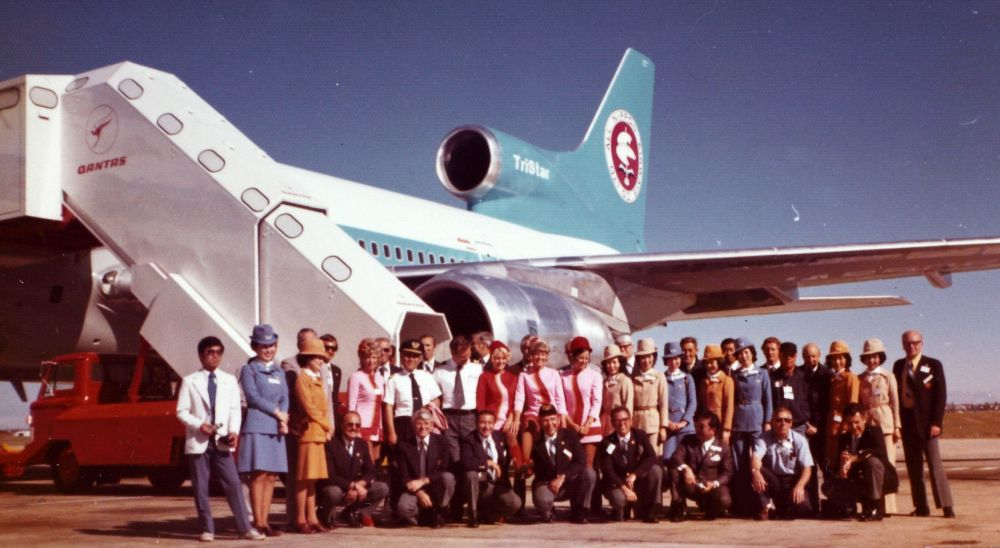
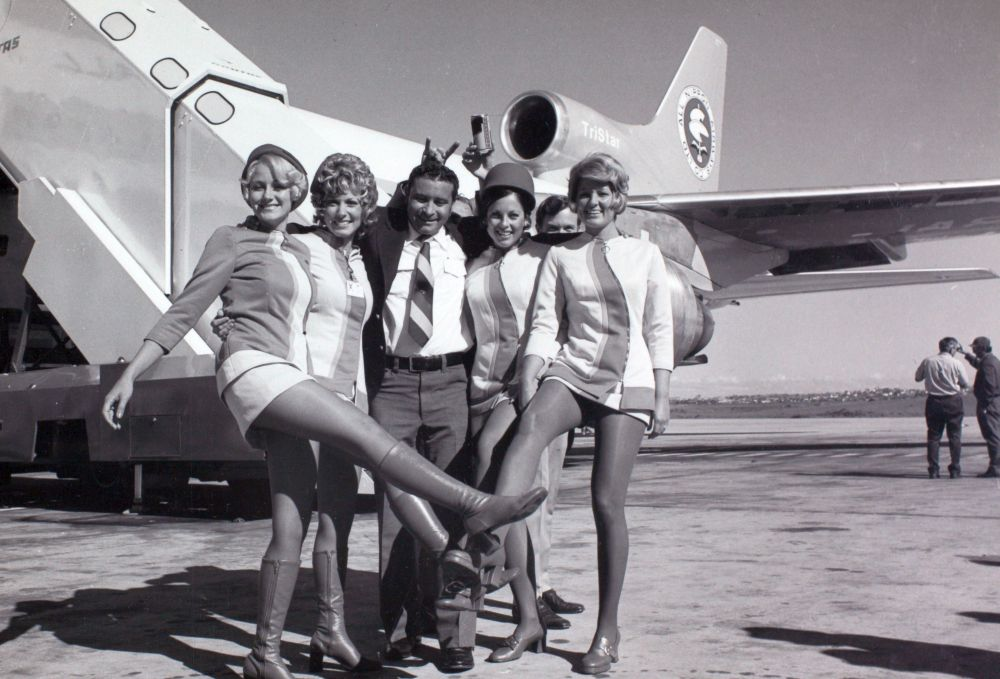
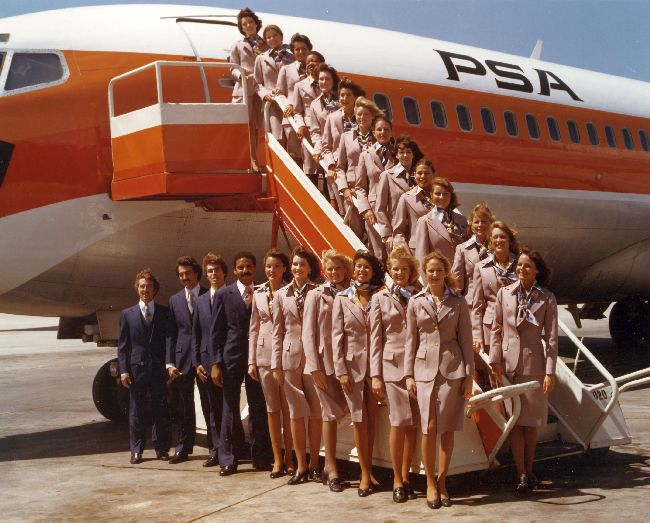
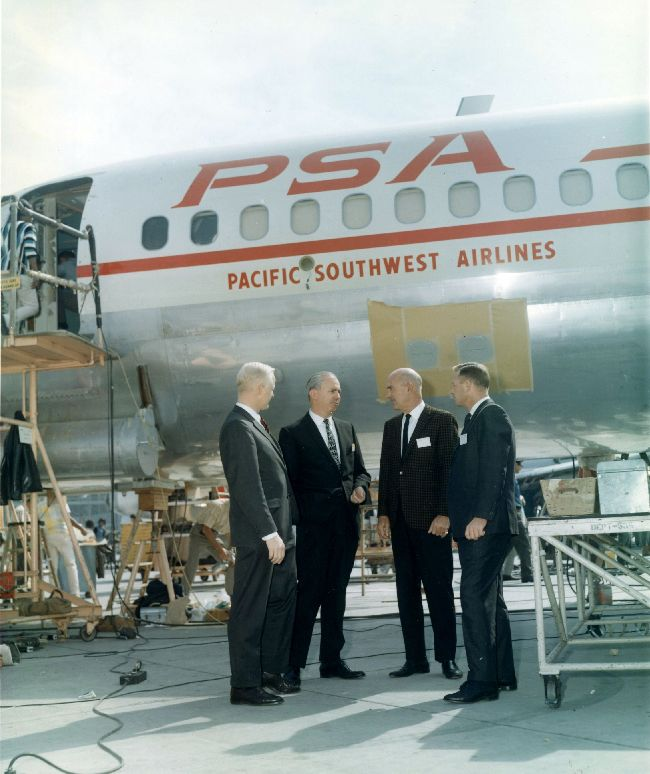